# 金門之熊

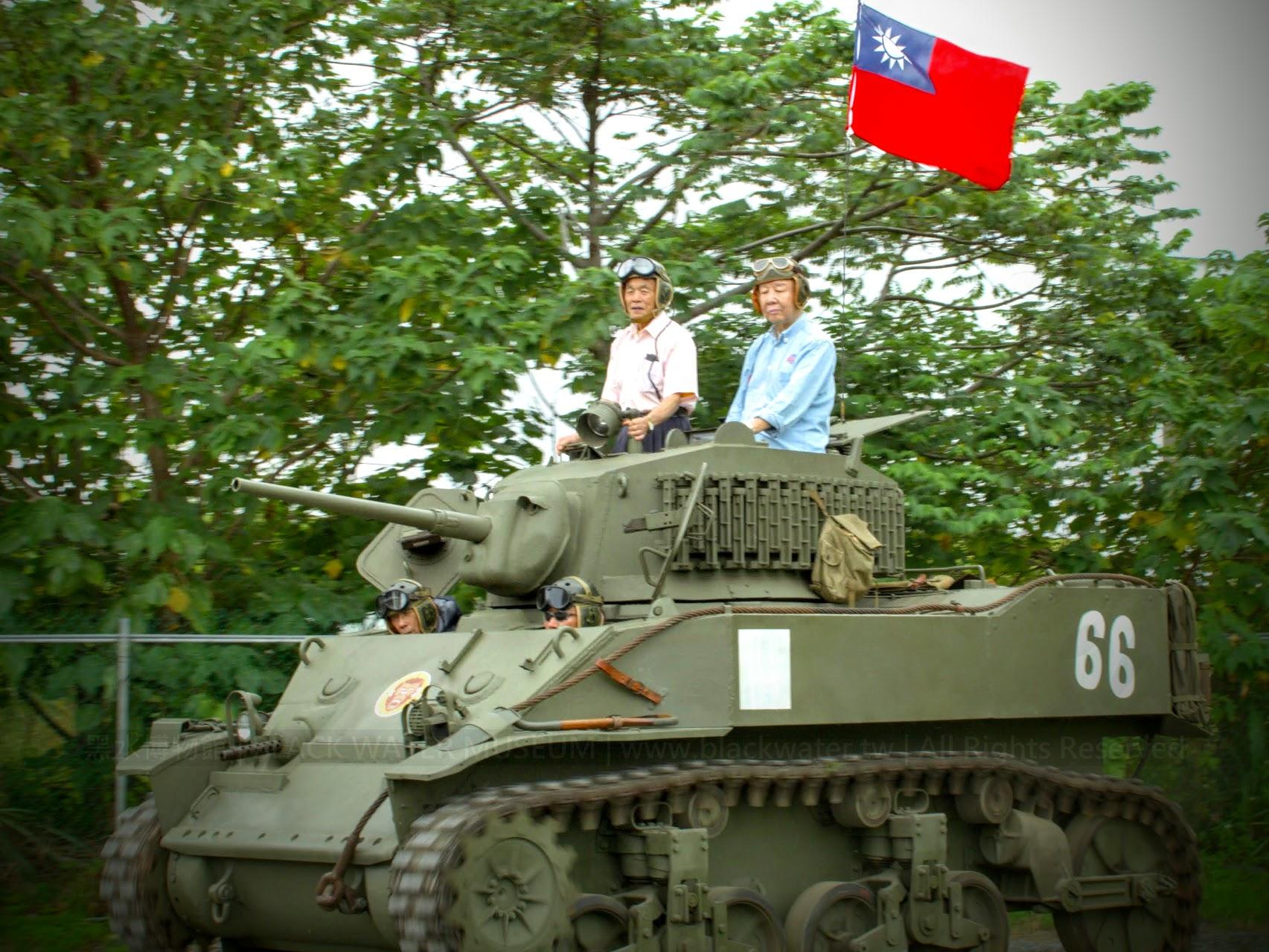
金門戰役英雄 熊震球先生與瑪莉蓮小姐(Stuart M5A1)司徒戰車合影，照片中砲塔射手席:熊震球先生，車長席:池善文先生，副駕駛席:歐曉雲先生。拍攝於民國103年(主曆2014年)10月24日 金剛二號操演 金門戰役65周年黑水博物館紀念活動。此輛戰車是東亞唯一熱機典藏的M5A1司徒戰車。

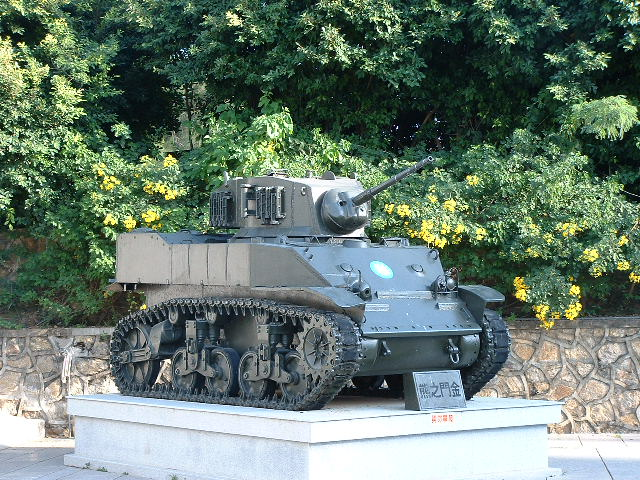
陳列於古寧頭戰史館的同型戰車。

金門之熊是中華民國陸軍於1949年10月古寧頭戰役中的首功部隊——陸軍第22兵團直屬戰車第三團第一營的二八七八部隊。由21輛M5A1戰車組成的一個戰車營（缺二連），制霸稱雄金門戰場，獲頒「金門之熊」榮譽錦旗。

## 歷史
第二次世界大戰後，中華民國向美國購買了一批美軍留在菲律賓的剩餘物資，其中包括M5A1戰車。這些裝備海運至上海虬江碼頭後交給部隊使用，1949年戰車先運到台灣，後又調到金門。
1949年10月24—27日，24—25日凌晨時分，解放軍三野粟裕先鋒團按梯次登船、渡海攻擊金門。由於當時有輛M5A1因動力問題停於垄口附近等待维修，恰逢当夜解放軍开展了突袭行动。该辆动力故障战车及同战车排的另两辆战车随即在排长杨展指挥下投入战斗，使解放軍蒙受沉重损失后迫使缺乏有效前线指挥的解放军暂时停止在该区域的登陆。
随后杨展率领64、65号战车往西增援同解放军251团交战的战车第3连，不能移动的66号战车在原地协同201师602团坚守至天亮，该战车副驾驶员曾绍林上等兵在战斗中阵亡。其在出车射杀意图贴近爆破66号坦克的解放军时，由于位置曝露，身中11发子弹，当即身亡。该战车排另有两人在战斗中负伤。
之後戰車1營的戰車連隊輪番出動，加上解放軍的战略与戰術失誤，援軍適時抵達戰場投入參戰，最終使國軍在「古寧頭戰役」中得勝。
原參戰戰車已於1950年(民國39年)隨戰車第一營調回台灣，66號戰車隨後在台中戰車工廠報廢拆解，其M6戰車砲管就現地作為工廠圍籬，現今古寧頭戰史館前陳展的兩輛M5A1戰車，均非原參戰車輛。

## 特色
對於這場戰車反登陸戰，當年的老兵熊震球表示：「這次戰役奠定了台海60年的和平。」

## 外部連結
- - 世界戰區情報 - 戰略軍事版 - 鐵之狂傲遊戲網 （页面存档备份，存于）
- 博客來書籍館>金門之熊：國軍裝甲兵金門保衛戰史
- 66戰車建首功 被封為金門之熊